# Kári Jónsson
Kári Jónsson (Reykjavík, 27 agosto 1997) è un cestista islandese.

## Palmarès
- Campionato islandese: 1

Valur: 2021-22
- Coppa d'Islanda: 1

Valur: 2022-23
- Supercoppa d'Islanda: 1

Valur: 2022